# James Hamilton McLean
James Hamilton McLean ((17 de junio de 1936 - 11 de noviembre de 2016)) es un biólogo y malacólogo estadounidense dedicado, sobre todo, a los moluscos.
McLean es un especialista en gasterópodos marinos e investigó muchas familias de gasterópodos del Pacífico del Este, por ejemplo las Fissurellidae, Trochidae, Turbinidae y Liotiidae. 
Conocido es por haber descubierto gasterópodos en el mar profundo cerca de fuentes hidrotermales y 
sus respectivos investigaciones y descripciones.

## Carrera
J.H. McLean estudió zoología en la Universidad Wesleyana, un colegio privado en Conecticut (EE. UU.), y terminó en 1958 
con el título B.A. Zoology.
Si doctorado en zoología lo hizo en la Universidad Stanford, una Universidad reconocida en California (EE. UU.), y obtuvo en 1996 el título Ph.D. en zoología.
Poco antes de terminar su tesis doctoral ya fue apuntado como curador del Natural History Museum of Los Angeles County. Allí trabajó más que 35 años. En 2001 se jubiló, pero sigue activo como Curador Emeritus.

## Investigación
En la investigación su campo de interés principal era la sistemática de gasterópodos marinos del Pacífico del Este. Especialmente se dedicó a los Patellogastropoda y Vetigastropoda y dentro de eso a las familias Fissurellidae, Trochidae, Turbinidae, Colloniidae, y Liotiidae, pero también a la familia Turridae dentro de las neogasterópodos.
Su interés y trabajo en la fauna gasterópodera del Pacífico del Noreste continuó en 1969 (revisión 1978) en el manual Marine Shells of Southern California.
En 1977 descubrió en el entorno de fuentes hidrotermales nuevos biocenosis de gasterópodos. Las investigó y nombró numerosas especies de lapas, entre otros las Clypeosectidae.
En total, J.H. McLean, describió 400 especies nuevas. En 2007 comenzó a escribir dos grandes monografías.

## Abreviatura (zoología)
La abreviatura Mclean  se emplea para indicar a James Hamilton McLean como autoridad en la descripción y taxonomía en zoología.